# Guaranita goloboffi
Guaranita goloboffi là một loài nhện trong họ Pholcidae. Loài này được phát hiện ở Argentina.